# Conselheiro Mairinck
Conselheiro Mairinck est une municipalité brésilienne située dans l'État du Paraná.